# Megalagrion nigrohamatum
Megalagrion nigrohamatum là một loài chuồn chuồn kim thuộc họ Coenagrionidae là loài đặc hữu của Hawaii.